# Les Vacances de Maigret
Pour les articles homonymes, voir Les Vacances de Maigret (homonymie).
Les Vacances de Maigret est un roman policier de Georges Simenon publié en 1948 par les Presses de la Cité. Il fait partie de la série des Maigret.
L'écriture de ce roman s'est déroulée en 10 jours, du 11 au 20 novembre 1947 à Tucson, en plein cœur de l'Arizona (États-Unis), soit à quelque 8 900 km de l'endroit où se déroule l'action.
Le roman se déroule aux Sables-d'Olonne à la fin des années 1940. L’enquête se déroule du 4 au 8 août.

## Personnages principaux
- Philippe Bellamy : médecin, marié, pas d’enfants, entre quarante-cinq et cinquante ans.
- Odette Bellamy : épouse de Philippe, 25 ans.
- Hélène Godreau : sœur d’Odette, 19 ans.
- Émile Duffieux : journaliste, 19 ans, première victime.
- Lucile Duffieux : sœur d’Émile Duffieux, 14 ans, seconde victime.

## Résumé
- Mise en place de l'intrigue

À peine arrivée en vacances aux Sables-d'Olonne en compagnie de son mari, madame Maigret a eu une crise d'appendicite et doit être opérée d'urgence. À la clinique tenue par des religieuses, où le commissaire rend ponctuellement visite à son épouse, une religieuse infirmière glisse dans la poche de Maigret un message contenant ces mots : « Par pitié, demandez à voir la malade du 15 ». Le lendemain, Hélène Godreau, la jeune fille de la chambre 15, meurt des suites d'une fracture du crâne.
- Enquête

Le beau-frère d'Hélène Godreau, le docteur Philippe Bellamy, un homme froid et sûr de lui, fait partie des joueurs de bridge que Maigret rencontre chaque après-midi dans un café de la ville ; c'est aussi lui qui conduisait la voiture de laquelle sa belle-sœur, passagère à côté de lui, est tombée deux jours plus tôt, la portière s'étant ouverte alors ils roulaient à bonne allure : cette mort n'est-elle qu'un simple accident ?
Pour occuper ses loisirs forcés, mais surtout pour satisfaire sa curiosité, Maigret s'intéresse au médecin, dont chacun sait, aux Sables-d'Olonne, combien il est jaloux de sa jeune et jolie femme, Odette, de plus de vingt ans sa cadette. Reçu chez le docteur, Maigret rencontre dans l'escalier une gamine qui s'enfuit lorsqu'elle voit Bellamy : c'est Lucile Duffieux qui sera assassinée la nuit suivante. Le frère de Lucile, Émile, a quitté la maison familiale quelques jours auparavant pour partir à Paris, où il n'est jamais arrivé, comme Maigret en est bientôt informé. Dès lors, le commissaire, en se renseignant sur Odette et sur Émile, apprend qu'ils s'aimaient et qu'ils s'étaient arrangés pour aller vivre ensemble à Paris.
- Dénouement et révélations finales

Bellamy avait découvert les relations entre sa femme et Émile : il a d'abord éliminé son rival en le poignardant avec un couteau en argent, puis la jeune sœur d’Émile en l'étranglant, messagère des deux amants. Quant à Hélène, amoureuse de son beau-frère, elle a ouvert volontairement la portière de la voiture en marche en découvrant dans la boîte à gants située devant elle, le couteau en argent ayant servi au premier meurtre de Bellamy. Le docteur avoue sans résistance à Maigret les détails et les mobiles profonds de ses crimes commis sous l'influence d'une jalousie qu'il ne pouvait réprimer.

## Aspects particuliers du roman
Tout en passant ses vacances, Maigret mène une enquête personnelle en marge de l’enquête officielle. Le récit substitue progressivement, après les avoir mêlées, l’ambiance de l’enquête méthodique à celle de la détente des vacances. L’élément qui retient le plus l’attention est la peinture d’une jalousie morbide chez un être intelligent, notable d'une ville balnéaire.

## Éditions
- Édition originale : presses de la Cité, 1948
- Livre de Poche, no 14233, 2001  (ISBN 978-2-253-14233-1)
- Tout Simenon, tome 3, Omnibus, 2002  (ISBN 978-2-258-06044-9)
- Tout Maigret, tome 4, Omnibus, 2019  (ISBN 978-2-258-15045-4)

## Adaptations
- Les Vacances de Maigret, téléfilm canadien en 1956, dans une réalisation de Jean Faucher, avec Henri Norbert (Commissaire Maigret).
- On holiday, téléfilm britannique d'Eric Taylor, avec Rupert Davies dans le rôle-titre, diffusé sur la BBC en 1961.
- Adapté pour la télévision hollandaise en 1968, sous le titre Maigret met vakantie, avec Jan Teulings (Commissaire Maigret)
- Maigret en vacances, téléfilm français de Claude Barma, avec Jean Richard (Commissaire Maigret), Jean Desailly (le docteur Bellamy), Dominique Blanchar (Mme Maigret), Gisèle Casadesus (la Mère supérieure), diffusé sur la télévision française en 1971.
- Les Vacances de Maigret, téléfilm de Pierre Joassin, avec Bruno Cremer dans le rôle-titre, Anne Bellec (Mme Maigret), Yolande Moreau (Mme Popineau), diffusé en 1995.